# Liste des citoyens
La Liste des citoyens (en luxembourgeois : Biergerlëscht) est un ancien parti politique luxembourgeois.

## Histoire
Le parti a été fondé en vue des élections législatives de 2009 où il présente des candidats dans deux circonscriptions : Aly Jaerling pour la circonscription Sud et Jean Ersfeld pour la circonscription Nord. Le parti n'obtient aucun siège, et n'est plus actif, il n'a présenté aucun candidats aux élections législatives de 2013.

## Positions
Le parti se présente comme un mouvement anti-establishment et défendant la justice sociale, qui milite pour la hausse des droits de pensions, suivant les idées du Parti réformiste d'alternative démocratique dont Aly Jaerling fut membre. Au niveau européen, ils se déclarent contre le traité de Lisbonne.